# Lerista chalybura
Lerista chalybura là một loài thằn lằn trong họ Scincidae. Loài này được Storr mô tả khoa học đầu tiên năm 1985.